# Estel (Stahlhersteller)

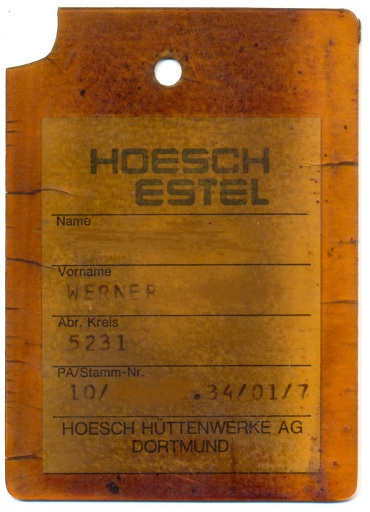
Werksausweis der Hoesch Estel

Estel (Stahlwerk) war ein fusioniertes Stahlunternehmen, das zwischen Hoogovens in IJmuiden, den Niederlanden, und Hoesch in Dortmund 1972 vereinbart worden war. Der Hauptsitz von Estel war in Nijmegen, auf halbem Wege zwischen IJmuiden und Dortmund. Dort existiert noch das Gebäude der früheren Estel-Hauptverwaltung.
Die Fusion endete 1982 auf Betreiben des Hoesch-Vorstandsvorsitzenden Detlev Karsten Rohwedder, der die Erkenntnis umsetzte, dass die Unternehmenskulturen nicht zusammenpassten und dass auch die niederländischen Stahlmanager bei Entscheidungen systematisch die Interessen der Dortmunder Betriebsteile benachteiligten.
Die Unternehmensteile von Estel sind heute beide nicht mehr selbständig; Hoogovens wurde mit British Steel zu Corus umfirmiert und 2007 vom Tata-Konzern übernommen, die Hoesch AG wurde 1991 Opfer der ersten feindlichen Übernahme in der deutschen Großindustrie seitens Krupp und ist mit den Restunternehmen nach der Fusion von Krupp und Thyssen heute Bestandteil der ThyssenKrupp AG.